# Дерилейка
Дерилейка — река в России, протекает по Пензенской области. Устье реки находится в 11 км по правому берегу реки Катмисс. Длина реки составляет 18 км. Площадь водосборного бассейна — 77,9 км².

## Данные водного реестра
По данным государственного водного реестра России относится к Верхневолжскому бассейновому округу, водохозяйственный участок реки — Сура от истока до Сурского гидроузла, речной подбассейн реки — Сура. Речной бассейн реки — (Верхняя) Волга до Куйбышевского водохранилища (без бассейна Оки).
Код объекта в государственном водном реестре — 08010500112110000035239.